# Spathicarpa
Spathicarpa é um género botânico pertencente à família Araceae.

## Espécies
- Spathicarpa sagittifolia